# Учредительное собрание Пруссии
Прусское земельное собрание (Preussische Landesversammlung) — учредительное собрание Пруссии.

## Созыв
14 ноября 1918 года был создан Совет народных уполномоченных (Rat der Volksbeauftragten), в который вошли социал-демократы и независимые социал-демократы под руководством Пауля Хирша, который назначил выборы в Прусское земельное собрание для принятия новой конституции.

## Избрание
Выборы прошли 26 января 1919 года по пропорциональной системе. Первое место заняла Социал-демократическая партия Германии (СДПГ), второе — Германская партия центра (ГПЦ), третье — Германская демократическая партия (ГДП), четвёртое — Германская национальная народная партия (ГННП), пятое — Независимая социал-демократическая партия Германии (НСДПГ), шестое — Германская народная партия (ГНП). 
| Партия                                             | %    | Мест |
| Социал-демократическая партия Германии             | 36,4 | 145  |
| Германская партия центра                           | 22,3 | 94   |
| Германская демократическая партия                  | 16,2 | 65   |
| Германская национальная народная партия            | 11,2 | 48   |
| Независимая социал-демократическая партия Германии | 7,4  | 24   |
| Германская народная партия                         | 5,7  | 23   |
| Германская ганноверская партия                     | 0,5  | 2    |
| SHLP                                               | 0,4  | 1    |
| Всего мест                                         | 402  | 402  |

## Начало деятельности
20 марта оно приняло «Закон о временном порядке государственной власти в Пруссии» (Gesetz zur vorläufigen Ordnung der Staatsgewalt in Preußen), согласно которому законодательным органом оставалось Учредительное земельное собрание, исполнительным — Государственное правительство (Staatsregierung), последнее было сформировано только после неудавшегося капповского путча в марте 1920 года во главе с Отто Брауна, и в которое вошли представители СДПГ, ГДП и ГПЦ, совместно контролировавшие завоевав 304 места из 402. Само собрание проработало до начала работы Прусского Ландтага первого созыва в феврале-марте 1921 года.

## Конституция 1920 года
30 ноября 1920 года собрание приняло прусскую конституцию, согласно которой Пруссия становилась демократической парламентской республикой, законодательными органами региона стали Государственный Совет (Preußischer Staatsrat), избиравшийся ландтагами провинций, и Ландтаг (Preußischer Landtag), избиравшийся народом по пропорциональной системе по многомандатным округам сроком на 4 года, исполнительным органом — правительство (Preussische Staatsministerium), назначавшееся ландтагом и нёсшее перед ним ответственность. Конституция предусматривала элементы прямой демократии в виде референдума и народной инициативы. Конституция была поддержана всеми партиями кроме Независимой социал-демократической партии Германии и Германской национальной народной партии.

## Председатели
| Портрет | Портрет | Фамилия        | Политическая принадлежность            | Срок полномочий  |
| ------- | ------- | -------------- | -------------------------------------- | ---------------- |
|         |         | Роберт Лейнерт | Социал-демократическая партия Германии | Март 1919 — 1921 |